# Colonia Rancho Santa Cruz
Colonia Rancho Santa Cruz är en ort i Mexiko.   Den ligger i kommunen Atlatlahucan och delstaten Morelos, i den sydöstra delen av landet, 60 km söder om huvudstaden Mexico City. Colonia Rancho Santa Cruz ligger 1 642 meter över havet och antalet invånare är 144.
Terrängen runt Colonia Rancho Santa Cruz är lite bergig. Runt Colonia Rancho Santa Cruz är det tätbefolkat, med 613 invånare per kvadratkilometer. Närmaste större samhälle är Cuautla Morelos, 14,6 km söder om Colonia Rancho Santa Cruz. Omgivningarna runt Colonia Rancho Santa Cruz är en mosaik av jordbruksmark och naturlig växtlighet.